# Wislicenus (cratère martien)
Pour les articles homonymes, voir Wislicenus.
Wislicenus est un cratère d'impact de 139 km situé sur Mars dans le quadrangle de Sinus Sabaeus, dans la région de Noachis Terra.